# Кафе «Багдад»

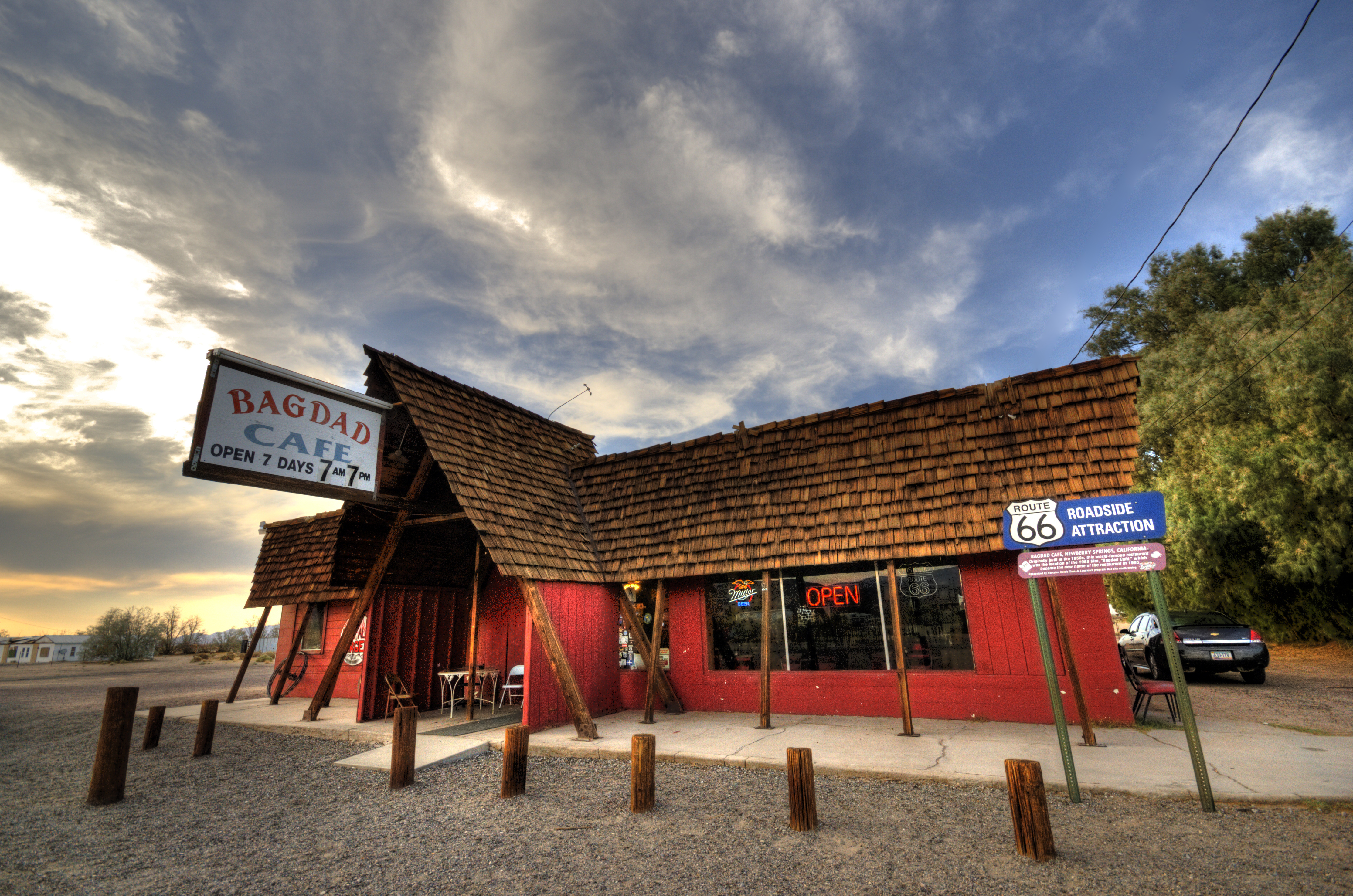
Реальне кафе в містечку Bagdad, California, пустеля Мохаве

«Проїздом з Розенгайма» (Out of Rosenheim) — найвідоміший фільм німецького режисера Персі Адлона (1987, 108 хвилин). Скорочена 95-хвилинна версія мала великий успіх в міжнародному прокаті під назвою «Кафе «Багдад» (Bagdad Café). Головні ролі виконали Маріанна Сагебрехт, Сі Сі Ейч Паундер та Джек Паланс.

## Сюжет
Пустелею Мохаве подорожує подружня пара з баварського Розенгайма. Посварившись із чоловіком, огрядна бюргерша Ясмін Мюнхгштеттнер опиняється в пустелі одна. Вона пішки доходить до «Кафе «Багдад» — брудного мотелю, який розрахований на невибагливих далекобійників. Власниця мотелю, негритянка, незадовго до цього також посварилася з чоловіком. Вона приймає новоприбулу насторожено, але поступово між ними виникає подоба дружби. Завдячуючи фрау Мюнхгштеттнер «Кафе «Багдад» стає найуспішнішим закладом на південь від Лас-Вегаса…

## Успіх
Широку популярність отримала балада Calling You, яку для фільму записала Джеветта Стіл. І пісня, і звукова доріжка були представлені на здобуття премії «Оскар». У Франції картина Персі Адлона була нагороджена премії «Сезар» у номінації «Найкращий іноземний фільм».
У 1990 р. телеканал CBS запустив ситком «Кафе «Багдад», де роль Ясмін виконала Джин Степлтон, а роль власниці кафе — Вупі Голдберг. Головна героїня в цій версії — не німкеня, а звичайна американка. Низькі рейтинги примусили телеканал згорнути проєкт після показу 15 серій.